# (36788) 2000 SK18
2000 SK18 (asteroide 36788) é um asteroide da cintura principal. Possui uma excentricidade de 0.19120740 e uma inclinação de 10.81620º.
Este asteroide foi descoberto no dia 23 de setembro de 2000 por LINEAR em Socorro.